# Corry Brokken
Corry Brokken, nizozemska pevka zabavne glasbe, * 3. december 1932, Breda, Nizozemska, † 2. junij 2016.
Leta 1957 je zastopala Nizozemsko na Pesmi Evrovizije ter s pesmijo Net als toen postala prva nizozemska zmagovalka. Nizozemsko je na Evroviziji predstavljala že leta 1956 s pesmijo Voorgoed voorbij ter leta 1958 s pesmijo Heel de wereld.
Bila je voditeljica Evrovizije leta 1976, ki je potekala v Haagu. Na Evroviziji 1997 je podala glasove nizozemskega občinstva.
Z glasbo se je prenehala poklicno ukvarjati leta 1976 ter pričela s študijem prava. Leta 1998 je postala sodnica.

## Uspešnice
- Ganz leis erklingt Musik, 1957
- Sing Nachtigall sing, 1957
- Milord, 1960
- Er sah aus wie ein Lord, 1960
- Maurice, der alte Charmeur, 1961
- La Mamma, 1964
- So ist die Liebe, mon ami, 1965
- Meine Liebesmelodie, 1969
- Die letzten sieben Tage, 1969